# Gran Premio di superbike di Magny-Cours 2012
Il Gran Premio di superbike di Francia 2012 è stata la quattordicesima e ultima prova del mondiale Superbike 2012. Si è disputato il 7 ottobre presso il circuito di Nevers Magny-Cours e nello stesso fine settimana si sono corsi il tredicesimo Gran Premio stagionale del mondiale Supersport e il decimo della Superstock 1000 FIM Cup. Ha registrato nelle due gare della Superbike le vittorie di Sylvain Guintoli e Tom Sykes, in Supersport quella di Jules Cluzel e in Superstock quella di Jérémy Guarnoni.
Per quanto riguarda l'assegnazione del titolo piloti della Superbike, al termine delle gare di Portimão la classifica vedeva Tom Sykes su Kawasaki e Marco Melandri su BMW matematicamente ancora in gioco rispettivamente con 30,5 e 38,5 punti di svantaggio rispetto a Max Biaggi su Aprilia. Al termine di gara 1, complice il ritiro di Biaggi, il distacco dei due inseguitori si è ridotto a 14,5 e 18,5 punti, mentre nella seconda gara Sykes ha ottenuto la vittoria, Melandri si è ritirato e Biaggi ha concluso al quinto posto; questo piazzamento ha consentito a Biaggi di rimanere ancora in testa con un vantaggio di mezzo punto rispetto al britannico. Per Max Biaggi si tratta del secondo titolo mondiale in questa categoria dopo quello del 2010. Il titolo costruttori è andato alla Aprilia, mentre la seconda casa in classifica è la BMW e la terza è la Ducati.
In Supersport il titolo piloti era già stato matematicamente assegnato al termine della corsa precedente a Kenan Sofuoğlu su Kawasaki, mentre il campionato costruttori ha visto la Honda prevalere sulla Kawasaki.
Nella Superstock 1000 FIM Cup la competizione per il campionato piloti, ristretta a Sylvain Barrier su BMW e Eddi La Marra su Ducati, separati da 3 punti alla vigilia dell'ultima gara, si è conclusa con la vittoria finale di Barrier a seguito del ritiro di La Marra nelle prime fasi della corsa. Il titolo riservato ai costruttori è stato invece vinto dalla Kawasaki, che ha preceduto BMW e Ducati.

## Superbike

### Gara 1
Resoconto ufficiale

#### Arrivati al traguardo
| Pos. | Nº  | Pilota           | Squadra                     | Motocicletta         | Giri | Tempo     | Griglia | Punti |
| ---- | --- | ---------------- | --------------------------- | -------------------- | ---- | --------- | ------- | ----- |
| 1º   | 50  | Sylvain Guintoli | PATA Racing                 | Ducati 1098R         | 23   | 44:06.299 | 5º      | 25    |
| 2º   | 33  | Marco Melandri   | BMW Motorrad Motorsport     | BMW S1000 RR         | 23   | +6.127    | 4º      | 20    |
| 3º   | 66  | Tom Sykes        | Kawasaki Racing             | Kawasaki ZX-10R      | 23   | +16.595   | 1º      | 16    |
| 4º   | 121 | Maxime Berger    | Red Devils Roma             | Ducati 1098R         | 23   | +21.857   | 14º     | 13    |
| 5º   | 91  | Leon Haslam      | BMW Motorrad Motorsport     | BMW S1000 RR         | 23   | +25.149   | 7º      | 11    |
| 6º   | 86  | Ayrton Badovini  | BMW Motorrad Italia GoldBet | BMW S1000 RR         | 23   | +32.778   | 17º     | 10    |
| 7º   | 58  | Eugene Laverty   | Aprilia Racing              | Aprilia RSV4 Factory | 23   | +34.311   | 3º      | 9     |
| 8º   | 34  | Davide Giugliano | Althea Racing               | Ducati 1098R         | 23   | +47.269   | 15º     | 8     |
| 9º   | 71  | Claudio Corti    | Team Pedercini              | Kawasaki ZX-10R      | 23   | +49.720   | 12º     | 7     |
| 10º  | 76  | Loris Baz        | Kawasaki Racing             | Kawasaki ZX-10R      | 23   | +50.192   | 13º     | 6     |
| 11º  | 64  | Norino Brignola  | Grillini Progea Superbike   | BMW S1000 RR         | 22   | +1 giro   | 19º     | 5     |
| 12º  | 84  | Michel Fabrizio  | BMW Motorrad Italia GoldBet | BMW S1000 RR         | 21   | +2 giri   | 11º     | 4     |
| 13º  | 65  | Jonathan Rea     | Honda World Superbike       | Honda CBR1000RR      | 18   | +5 giri   | 6º      | 3     |

#### Ritirati
| Nº | Pilota          | Squadra               | Motocicletta         | Giri | Griglia |
| -- | --------------- | --------------------- | -------------------- | ---- | ------- |
| 2  | Leon Camier     | FIXI Crescent Suzuki  | Suzuki GSX-R1000     | 9    | 9º      |
| 7  | Carlos Checa    | Althea Racing         | Ducati 1098R         | 7    | 2º      |
| 4  | Hiroshi Aoyama  | Honda World Superbike | Honda CBR1000RR      | 7    | 18º     |
| 87 | Lorenzo Zanetti | PATA Racing           | Ducati 1098R         | 5    | 16º     |
| 3  | Max Biaggi      | Aprilia Racing        | Aprilia RSV4 Factory | 2    | 10º     |
| 19 | Chaz Davies     | ParkinGO MTC Racing   | Aprilia RSV4 Factory | 1    | 8º      |

#### Non partiti
| Nº | Pilota          | Squadra              | Motocicletta     |
| -- | --------------- | -------------------- | ---------------- |
| 21 | John Hopkins    | FIXI Crescent Suzuki | Suzuki GSX-R1000 |
| 5  | Alexander Lundh | Team Pedercini       | Kawasaki ZX-10R  |

### Gara 2
Resoconto ufficiale

#### Arrivati al traguardo
| Pos. | Nº  | Pilota           | Squadra                     | Motocicletta         | Giri | Tempo     | Griglia | Punti |
| ---- | --- | ---------------- | --------------------------- | -------------------- | ---- | --------- | ------- | ----- |
| 1º   | 66  | Tom Sykes        | Kawasaki Racing             | Kawasaki ZX-10R      | 23   | 38:15.725 | 1º      | 25    |
| 2º   | 65  | Jonathan Rea     | Honda World Superbike       | Honda CBR1000RR      | 23   | +1.354    | 6º      | 20    |
| 3º   | 50  | Sylvain Guintoli | PATA Racing                 | Ducati 1098R         | 23   | +2.393    | 5º      | 16    |
| 4º   | 58  | Eugene Laverty   | Aprilia Racing              | Aprilia RSV4 Factory | 23   | +13.122   | 3º      | 13    |
| 5º   | 3   | Max Biaggi       | Aprilia Racing              | Aprilia RSV4 Factory | 23   | +13.955   | 10º     | 11    |
| 6º   | 34  | Davide Giugliano | Althea Racing               | Ducati 1098R         | 23   | +18.229   | 15º     | 10    |
| 7º   | 7   | Carlos Checa     | Althea Racing               | Ducati 1098R         | 23   | +18.430   | 2º      | 9     |
| 8º   | 19  | Chaz Davies      | ParkinGO MTC Racing         | Aprilia RSV4 Factory | 23   | +26.648   | 8º      | 8     |
| 9º   | 86  | Ayrton Badovini  | BMW Motorrad Italia GoldBet | BMW S1000 RR         | 23   | +33.809   | 17º     | 7     |
| 10º  | 2   | Leon Camier      | FIXI Crescent Suzuki        | Suzuki GSX-R1000     | 23   | +37.217   | 9º      | 6     |
| 11º  | 121 | Maxime Berger    | Red Devils Roma             | Ducati 1098R         | 23   | +38.871   | 14º     | 5     |
| 12º  | 71  | Claudio Corti    | Team Pedercini              | Kawasaki ZX-10R      | 23   | +55.714   | 12º     | 4     |
| 13º  | 87  | Lorenzo Zanetti  | PATA Racing                 | Ducati 1098R         | 23   | +57.621   | 16º     | 3     |
| 14º  | 4   | Hiroshi Aoyama   | Honda World Superbike       | Honda CBR1000RR      | 23   | +1:05.487 | 18º     | 2     |
| 15º  | 64  | Norino Brignola  | Grillini Progea Superbike   | BMW S1000 RR         | 22   | +1 giro   | 19º     | 1     |

#### Ritirati
| Nº | Pilota          | Squadra                     | Motocicletta    | Giri | Griglia |
| -- | --------------- | --------------------------- | --------------- | ---- | ------- |
| 91 | Leon Haslam     | BMW Motorrad Motorsport     | BMW S1000 RR    | 15   | 7º      |
| 84 | Michel Fabrizio | BMW Motorrad Italia GoldBet | BMW S1000 RR    | 8    | 11º     |
| 33 | Marco Melandri  | BMW Motorrad Motorsport     | BMW S1000 RR    | 5    | 4º      |
| 76 | Loris Baz       | Kawasaki Racing             | Kawasaki ZX-10R | 5    | 13º     |

#### Non partiti
| Nº | Pilota          | Squadra              | Motocicletta     |
| -- | --------------- | -------------------- | ---------------- |
| 21 | John Hopkins    | FIXI Crescent Suzuki | Suzuki GSX-R1000 |
| 5  | Alexander Lundh | Team Pedercini       | Kawasaki ZX-10R  |

## Supersport
Kenan Sofuoğlu, giunto terzo al traguardo, al termine della corsa ha ricevuto 25 secondi di penalità sul tempo di gara a seguito di un contatto nel corso dell'ultimo giro con Dan Linfoot.

### Arrivati al traguardo
| Pos. | Nº  | Pilota            | Squadra                   | Motocicletta        | Giri | Tempo     | Griglia | Punti |
| ---- | --- | ----------------- | ------------------------- | ------------------- | ---- | --------- | ------- | ----- |
| 1º   | 16  | Jules Cluzel      | PTR Honda                 | Honda CBR600RR      | 22   | 42:20.985 | 3º      | 25    |
| 2º   | 11  | Sam Lowes         | Bogdanka PTR Honda        | Honda CBR600RR      | 22   | +1.591    | 5º      | 20    |
| 3º   | 4   | Dan Linfoot       | MSD R-N Racing Team India | Kawasaki ZX-6R      | 22   | +27.615   | 11º     | 16    |
| 4º   | 54  | Kenan Sofuoğlu    | Kawasaki Lorenzini        | Kawasaki ZX-6R      | 22   | +27.854   | 4º      | 13    |
| 5º   | 99  | Fabien Foret      | Kawasaki Intermoto Step   | Kawasaki ZX-6R      | 22   | +31.601   | 2º      | 11    |
| 6º   | 25  | Alex Baldolini    | Power Team by Suriano     | Triumph Daytona 675 | 22   | +46.745   | 10º     | 10    |
| 7º   | 20  | Mathew Scholtz    | Bogdanka PTR Honda        | Honda CBR600RR      | 22   | +50.820   | 16º     | 9     |
| 8º   | 8   | Andrea Antonelli  | Bike Service R.T.         | Yamaha YZF R6       | 22   | +50.934   | 18º     | 8     |
| 9º   | 14  | Gábor Talmácsi    | PRORACE                   | Honda CBR600RR      | 22   | +53.090   | 6º      | 7     |
| 10º  | 3   | Jed Metcher       | Rivamoto Junior           | Yamaha YZF R6       | 22   | +55.664   | 15º     | 6     |
| 11º  | 93  | Florian Marino    | MSD R-N Racing Team India | Kawasaki ZX-6R      | 22   | +57.222   | 13º     | 5     |
| 12º  | 38  | Balázs Németh     | Racing Team Toth          | Honda CBR600RR      | 22   | +58.375   | 23º     | 4     |
| 13º  | 10  | Imre Tóth         | Racing Team Toth          | Honda CBR600RR      | 22   | +1:00.363 | 19º     | 3     |
| 14º  | 32  | Sheridan Morais   | Kawasaki Lorenzini        | Kawasaki ZX-6R      | 22   | +1:16.824 | 7º      | 2     |
| 15º  | 55  | Massimo Roccoli   | PATA by Martini           | Yamaha YZF R6       | 22   | +1:17.175 | 9º      | 1     |
| 16º  | 81  | Cristiano Erbacci | VFT Racing                | Yamaha YZF R6       | 22   | +1:17.492 | 29º     |       |
| 17º  | 65  | Vladimir Leonov   | Yakhnich Motorsport       | Yamaha YZF R6       | 22   | +1:26.293 | 14º     |       |
| 18º  | 40  | Martin Jessopp    | Riders PTR Honda          | Honda CBR600RR      | 22   | +1:36.675 | 24º     |       |
| 19º  | 31  | Vittorio Iannuzzo | Power Team by Suriano     | Triumph Daytona 675 | 22   | +1:38.983 | 8º      |       |
| 20º  | 76  | Roman Stamm       | Suzuki Mayer              | Suzuki GSX-R600     | 22   | +1:40.174 | 22º     |       |
| 21º  | 61  | Fabio Menghi      | VFT Racing                | Yamaha YZF R6       | 22   | +1:47.916 | 25º     |       |
| 22º  | 117 | Miguel Praia      | Bogdanka Honda PTR        | Honda CBR600RR      | 22   | +1:48.178 | 27º     |       |
| 23º  | 94  | Axel Maurin       | Team GOELEVEN             | Kawasaki ZX-6R      | 21   | +1 giro   | 31º     |       |
| 24º  | 36  | Mitchell Carr     | Benjan Racing             | Honda CBR600RR      | 21   | +1 giro   | 28º     |       |
| 25º  | 22  | Roberto Tamburini | Team Lorini               | Honda CBR600RR      | 21   | +1 giro   | 26º     |       |
| 26º  | 34  | Ronan Quarmby     | PTR Honda                 | Honda CBR600RR      | 21   | +1 giro   | 12º     |       |
| 27º  | 23  | Broc Parkes       | Ten Kate Racing Products  | Honda CBR600RR      | 21   | +1 giro   | 1º      |       |
| 28º  | 98  | Romain Lanusse    | Kawasaki Intermoto Step   | Kawasaki ZX-6R      | 20   | +2 giri   | 20º     |       |
| 29º  | 33  | Yves Polzer       | MRC Austria               | Yamaha YZF R6       | 20   | +2 giri   | 30º     |       |

### Ritirati
| Nº  | Pilota            | Squadra     | Motocicletta   | Giri | Griglia |
| --- | ----------------- | ----------- | -------------- | ---- | ------- |
| 125 | Danilo Marrancone | KUJA Racing | Honda CBR600RR | 19   | 21º     |
| 53  | Valentin Debise   | SMS Racing  | Honda CBR600RR | 4    | 17º     |
| 24  | Eduard Blokhin    | Rivamoto    | Yamaha YZF R6  | 4    | 32º     |

### Non partito
| Nº | Pilota        | Squadra     | Motocicletta   |
| -- | ------------- | ----------- | -------------- |
| 13 | Dino Lombardi | Team Lorini | Honda CBR600RR |

## Superstock
La pole position è stata fatta segnare da Sylvain Barrier in 1:41.079; lo stesso pilota ha effettuato il giro più veloce in gara, in 1:59.525.

### Arrivati al traguardo
| Pos. | Nº  | Pilota              | Squadra                     | Motocicletta         | Giri | Tempo     | Griglia | Punti |
| ---- | --- | ------------------- | --------------------------- | -------------------- | ---- | --------- | ------- | ----- |
| 1º   | 11  | Jérémy Guarnoni     | MRS                         | Kawasaki ZX-10R      | 14   | 28:12.230 | 3º      | 25    |
| 2º   | 20  | Sylvain Barrier     | BMW Motorrad Italia GoldBet | BMW S1000 RR         | 14   | +9.862    | 1º      | 20    |
| 3º   | 32  | Lorenzo Savadori    | Barni Racing Team Italia    | Ducati 1199 Panigale | 14   | +20.703   | 6º      | 16    |
| 4º   | 93  | Matthieu Lussiana   | Team ASPI                   | Kawasaki ZX-10R      | 14   | +34.445   | 11º     | 13    |
| 5º   | 67  | Bryan Staring       | Team Pedercini              | Kawasaki ZX-10R      | 14   | +37.916   | 4º      | 11    |
| 6º   | 71  | Christoffer Bergman | BWG Racing Kawasaki         | Kawasaki ZX-10R      | 14   | +39.886   | 8º      | 10    |
| 7º   | 69  | Ondřej Ježek        | SK Energy Racing            | Ducati 1098R         | 14   | +43.775   | 12º     | 9     |
| 8º   | 25  | Julien Millet       | UP Racing                   | Kawasaki ZX-10R      | 14   | +49.227   | 15º     | 8     |
| 9º   | 39  | Randy Pagaud        | Team OGP                    | Kawasaki ZX-10R      | 14   | +49.678   | 14º     | 7     |
| 10º  | 21  | Markus Reiterberger | Alpha Racing                | BMW S1000 RR         | 14   | +1:03.515 | 7º      | 6     |
| 11º  | 88  | Massimo Parziani    | M.V. Racing                 | Aprilia RSV4 APRC    | 14   | +1:23.345 | 19º     | 5     |
| 12º  | 27  | Adrien Protat       | FP Racing                   | Kawasaki ZX-10R      | 14   | +1:45.301 | 25º     | 4     |
| 13º  | 42  | Heber Pedrosa       | Brazil by ASPI              | Kawasaki ZX-10R      | 14   | +1:46.615 | 22º     | 3     |
| 14º  | 99  | Gabriel Berclaz     | Berclaz Racing              | Kawasaki ZX-10R      | 14   | +2:14.496 | 24º     | 2     |
| 15º  | 155 | Tiago Dias          | Team Dias                   | Kawasaki ZX-10R      | 14   | +3:54.896 | 21º     | 1     |
| 16º  | 36  | Philippe Thiriet    | Brazil by ASPI              | Kawasaki ZX-10R      | 13   | +1 giro   | 18º     |       |

### Non classificato
| Nº | Pilota       | Squadra          | Motocicletta | Giri | Griglia |
| -- | ------------ | ---------------- | ------------ | ---- | ------- |
| 55 | Tomáš Svitok | SK Energy Racing | Ducati 1098R | 9    | 26º     |

### Ritirati
| Nº  | Pilota                  | Squadra                     | Motocicletta         | Giri | Griglia |
| --- | ----------------------- | --------------------------- | -------------------- | ---- | ------- |
| 43  | Greg Gildenhuys         | BMW Motorrad Italia GoldBet | BMW S1000 RR         | 9    | 5º      |
| 37  | Andrzej Chmielewski     | Red Devils Roma             | Ducati 1098R         | 8    | 17º     |
| 92  | Leandro Mercado         | Team Pedercini              | Kawasaki ZX-10R      | 7    | 9º      |
| 222 | Nicolaas Henrik Grobler | Team Pedercini              | Kawasaki ZX-10R      | 4    | 16º     |
| 47  | Eddi La Marra           | Barni Racing Team Italia    | Ducati 1199 Panigale | 1    | 2º      |
| 15  | Fabio Massei            | EAB Ten Kate Junior         | Honda CBR1000RR      | 1    | 10º     |
| 40  | Alen Győrfi             | MetalCom-Adrenalin H-Moto   | Honda CBR1000RR      | 0    | 23º     |
| 169 | David McFadden          | MRS                         | Kawasaki ZX-10R      | 0    | 13º     |

### Non partito
| Nº | Pilota     | Squadra         | Motocicletta         | Griglia |
| -- | ---------- | --------------- | -------------------- | ------- |
| 12 | Marc Moser | Triple M Racing | Ducati 1199 Panigale | 20º     |